# 索達斯普陵 (愛達荷州)
索達斯普林斯（英語：Soda Springs）是一個位於美國愛達荷州卡里布縣的城市。根據2010年美國人口普查，該地人口為3058人，而該地的面積約為11.59平方千米。同時該地也是卡里布縣的縣治。

## 地理
索達斯普林斯的座標為42°39′29″N 111°35′46″W / 42.65806°N 111.59611°W，而該地的平均海拔高度為1760米（即5774英尺）。